# KBS第3广播
KBS第3广播（朝鲜语：KBS 제3라디오）是韩国放送公社（KBS）对韩国弱势群体广播的一个公益广播频率，又称“爱之声广播”（韓語：사랑의 소리방송）。

## 概况
1964年5月在首尔开始广播，1981年9月停播。1995年复播，当时使用KBS第1广播的SCA副载波播出，2000年开始以独立的中波频率播出，呼号HLKC。2010年1月1日电台的播出频率由639kHz变为1134kHz，收听范围由原来的首都圈地区扩展至忠清道，2010年4月又增加了FM104.9MHz。
电台的主要节目有新闻和广播剧。

## 收听频率
首都圈地区
| 发射地 | 呼号     | 频率        | 发射功率 |
| 华城市 | HLKC     | AM 1134kHz  | 500kW    |
| 冠岳山 | HLKC-SFM | FM 104.9MHz | 2kW      |

- 1134kHz在晚间于中国东北、华北、华东地区，朝鲜半岛全境、日本部分地区、俄罗斯远东地区可听到。
- 1134kHz在2010年1月1日以前被KBS韩民族放送第1放送所使用

KBS江陵
| 发射地 | 呼号 | 频率       | 发射功率 |
| 襄阳郡 | HLCS | AM 1008kHz | 50kW     |

- 1134kHz在晚间于中国东北、华北、华东地区，朝鲜半岛全境、日本部分地区、俄罗斯远东地区可听到。

KBS光州
| 发射地 | 呼号 | 频率       | 发射功率 |
| 飛鴉   | HLAA | AM 1224kHz | 20kW     |

KBS顺天
| 发射地 | 呼号   | 频率      | 发射功率 |
| 海龙面 | 未指定 | AM 576kHz | 10kW     |

KBS全州
| 发射地 | 呼号   | 频率      | 发射功率 |
| 大野   | 未指定 | AM 675kHz | 10kW     |

KBS昌原
| 发射地 | 呼号   | 频率      | 发射功率 |
| 马山市 | 未指定 | AM 936kHz | 10kW     |

KBS濟州
| 发射地 | 呼号   | 频率       | 发射功率 |
| 濟州市 | 未指定 | AM 1539kHz | 1kW      |

## 节目时间表
- 06:20  《广播剧场》
- 06:40  《无线电旅行》
- 07:00  《爱书店》
- 09:00  《新闻》（周一至周六）
- 09:05  《创造一个世界》（周日自09:00开始）
- 10:00  《新闻》（周一至周六）
- 10:00  《KBS舞台》（周日）
- 10:05  《今日报纸》（周一至周六）
- 10:50  《广播阅览室》（周日，金璟兰主持）
- 11:40  《小说剧场》
- 12:00  《新闻》（周一至周六）
- 13:00  《我们是一个大家庭》（周一至周六）
- 14:00  《新闻》
- 14:05  《来自一个美好的生活》（周日）
- 15:00  《我们是韩国人》
- 16:00  《新闻》
- 16:05  《健康365》（周一至周六）
- 17:00  《新闻》
- 17:05  《今日报纸》（周一至周六）
- 17:00  《名词解读》（周日）
- 18:00  《蔚蓝的明天》
- 20:20  《小说剧场》（重播）
- 21:00  《KBS9点新闻》（转播KBS第1频道）
- 21:30  《体育集锦》（转播KBS第1广播，周末自21:20开始。周一至周五由崔时仲主持）
- 22:20  《我的生活，我的收获》
- 23:00  《宗教与人生》
- 23:30  《文化竞赛》
- 00:00  《欢乐竞赛》（周一至周六）
- 01:00  《蔚蓝的明天》（重播）

## 关连项目
- EBS FM
- 和平广播